# 泰穆拉茲·加巴什維利
泰穆拉兹·賈巴許維利（Teimuraz Gabashvili，1985年5月23日—）是俄羅斯職業網球運動員（2001年—），截至目前最高單打排名為世界第43，目前大滿貫最佳成績是2010年法國網球公開賽闖進第四輪。

## 職業生涯
2007年溫布頓網球錦標賽，第一輪遭到世界第一羅傑·費德勒直落三盤橫掃出局。
2007年美國網球公開賽，第一輪擊敗世界第七費爾南多·岡薩雷斯打至五盤，第四盤曾一度5–4領先，擁有賽末發球局，但因為連續三個雙誤，而使對手將盤數扳平，不過最後第五盤以6-4爆冷淘汰對手。
2010年法國網球公開賽，賈巴許維利從會外賽打進會內賽，第三輪以6–4、6–4、6–2擊敗第6種子安迪·羅迪克而晉級第四輪，創下大滿貫最佳單打成績。
2010年美國網球公開賽，第一輪遭到頭號種子拉斐爾·納達爾以7–64、7–64、6–3直落三盤淘汰出局，雖然遭到直落盤數而落敗，不過與納達爾進行兩盤搶七才拱手讓出，也打出另一場生涯代表作。
2014年澳洲網球公開賽，第三輪遭到第六種子羅傑·費德勒直落三盤橫掃出局，但也創下澳網最佳成績。

## 大滿貫戰績表
| 大滿貫賽事 | 2006 | 2007 | 2008 | 2009 | 2010 | 2011 | 2012 | 2013 | 2014 |
| ---------- | ---- | ---- | ---- | ---- | ---- | ---- | ---- | ---- | ---- |
| 澳網       | -    | 1R   | -    | 1R   | 1R   | 1R   | A    | A    | 3R   |
| 法網       | -    | 1R   | -    | 2R   | 4R   | 1R   | Q3   | Q1   | 2R   |
| 溫布頓     | -    | 1R   | -    | 1R   | 2R   | 1R   | Q2   | 1R   | 1R   |
| 美網       | 2R   | 2R   | 1R   | 1R   | 1R   | A    | 1R   | Q1   |      |

## 外部連結
- 泰穆拉茲·加巴什維利（英文/西班牙文）的官方資料
- 泰穆拉茲·加巴什維利的國際網球總會 職業／青少年 官方資料（英文）
- 泰穆拉茲·加巴什維利的官方資料（英文）